# 小行星9221
小行星9221（英語：9221）是一颗围绕太阳公转的小行星。1995年12月2日，北京天文台施密特CCD小行星计划在兴隆发现了此天体。
这颗小行星的绝对星等为180.39790等。